# Oka-dera
Oka-dera (岡寺) est un important temple bouddhiste de la région historique d'Asuka dans la préfecture de Nara au Japon. Son nom formel est Ryūgai-ji (龍蓋寺, « temple du couvercle du dragon ») et il est associé à la secte Shingon-Buzan.

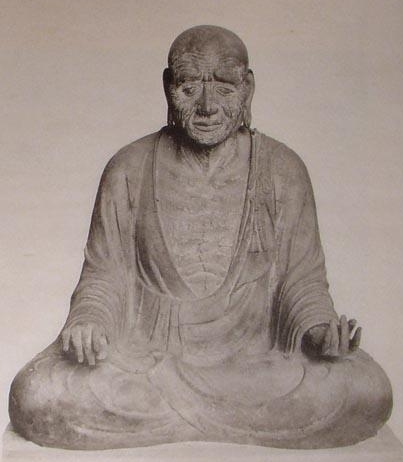
Statue de Gien, fondateur du temple.

Fondé au VIIe siècle par le prêtre Gien (義淵), Oka-dera est le septième temple du pèlerinage de Kansai Kannon. La statue de Gien est classée trésor national du Japon. Au cœur du temple se trouve la plus grande image en argile du pays, un Nyoirin Kannon du VIIIe siècle.